# José Luís Peixoto
José Luís Marques Peixoto (nacido el 4 de septiembre de 1974) es uno de los novelistas contemporáneos más aclamados y leídos de Portugal.

## Biografía
José Luís Peixoto nació en un pequeño pueblo del interior de Portugal, en la región del Alentejo.
Terminó una licenciatura de Lenguas y Literaturas Modernas en la Universidade Nova de Lisboa. 
Fue profesor durante algunos años en Portugal y en Cabo Verde antes de convertirse en escritor profesional en 2001.

## Premios
- Galveias - Premio Océanos 2016 (Mejor novela publicada en todos los países de lengua portuguesa en 2015)
- Livro - Premio Libro d'Europa 2013 (Mejor novela publicada en Europa en 2012)
- A Criança em Ruínas- Premio da Sociedade Portuguesa de Autores 2013 (Mejor libro de poesía publicado en Portugal el año anterior)
- Gaveta de Papéis - Premio de Poesía Daniel Faria 2008 (Mejor libro de poesía publicado en Portugal por un poeta menor de 35 años)
- Cemitério de Pianos - Premio Cálamo 2007 (Mejor novela extranjera publicada en España en 2007)
- Nenhum Olhar - Premio Literário José Saramago 2001 (Mejor novela publicada en todos los países de habla portuguesa en los dos años anteriores)

## Obra publicada en español

### Narrativa
- 2001 - Nadie nos Mira , Editorial Hiru (Nenhum Olhar, 2000)
- 2004 - Te Me Moriste, Editora Regional de Extremadura (Morreste-me, 2001)
- 2007 - Cementerio de Pianos, El Aleph Editores (Cemitério de Pianos, 2006)
- 2008 -  Una Casa en la Oscuridad, El Aleph Editores (Uma Casa na Escuridão, 2002)
- 2011 -  Libro, El Aleph Editores (Livro, 2010)
- 2016 -  Dentro del Secreto, Xordica (Dentro do Segredo, 2014)
- 2016 -  Galveias, Literatura Random House (Galveias, 2014)
- 2017 -  En Tu Vientre, Literatura Random House (Em Teu Ventre, 2015)
- 2017 -  Te Me Moriste, Minúscula (Morreste-me, 2001)
- 2017 -  Nadie nos mira. Ediciones Arlequín. (Nenhum Olhar, 2000)
- 2018 -  Cementerio de pianos, Ediciones Arlequín (Cemitério de Pianos, 2006)
- 2018 -  Libro, Ediciones Arlequín (Livro, 2010)

## Ediciones internacionales
- Los libros de José Luís Peixoto se traducen actualmente a 26 idiomas.
- Estas son algunas de las editoriales donde están disponibles los libros de Peixoto: Bloomsbury (Reino Unido), Doubleday, Random House (EUA), Ediciones Arlequín (México), Grasset (Francia), Seuil (Francia), Literatura Random House (países hispanohablantes), Companhia das Letras (Brasil), Einaudi (Italia), Kedros (Grecia), Meulenhoff (Países Bajos), Atlas Contact (Países Bajos), Kineret (Israel), Wsoy (Finlandia), Polirom (Rumania), Bozicevic (Croacia), Bakur Sulakauri (Georgia), entre otras.

## Recepción crítica
'Peixoto es una de las revelaciones más sorprendentes de la literatura portuguesa reciente. No tengo ninguna duda de que es una promesa segura de un gran escritor' – José Saramago
‘Peixoto tiene una forma extraordinaria de percibir, transmitida en sus originales elecciones del lenguaje e imaginería’ – Times Literary Supplement
“Espléndidamente exigente.... Las imágenes que Peixoto evoca para ayudar a sus personajes a comunicarse sin palabras son singulares e inolvidables... La naturaleza parece imponerse como la fuerza reinante y la brillantez y poder de Peixoto como artista se encuentran precisamente en su deseo por reflejar la capacidad de la naturaleza para crear y destruir simultáneamente".—San Francisco Chronicle
“Peixoto ofrece una incorporación atrayente al género del realismo mágico rural... [Un] debut conmovedor".—Kirkus Reviews
"Lees y respiras como si te acabaras una botella de vida de un trago".—Le Figaro (acerca de Nadie nos Mira)
‘Peixoto tiene un agudo oído para la cadencia, un gran ojo para las imágenes luminosas y una buena nariz para lo mordaz’ – Independent
'La evocación del pathos de Peixoto se modera por un agudo sentido del absurdo' – Financial Times
“Peixoto viene del mundo de la poesía y del teatro. Y esto se puede percibir aquí. Sus páginas, purificadas en la prosa lírica que las hace únicas, nos introducen a un espacio rural quemado por el sol, habitado por el canto de las chicharras y suspendido en un periodo mítico donde cada acción tiene una inevitabilidad bíblica".—Vogue Italia